# Bianca Wallin
Pour les articles homonymes, voir Wallin.

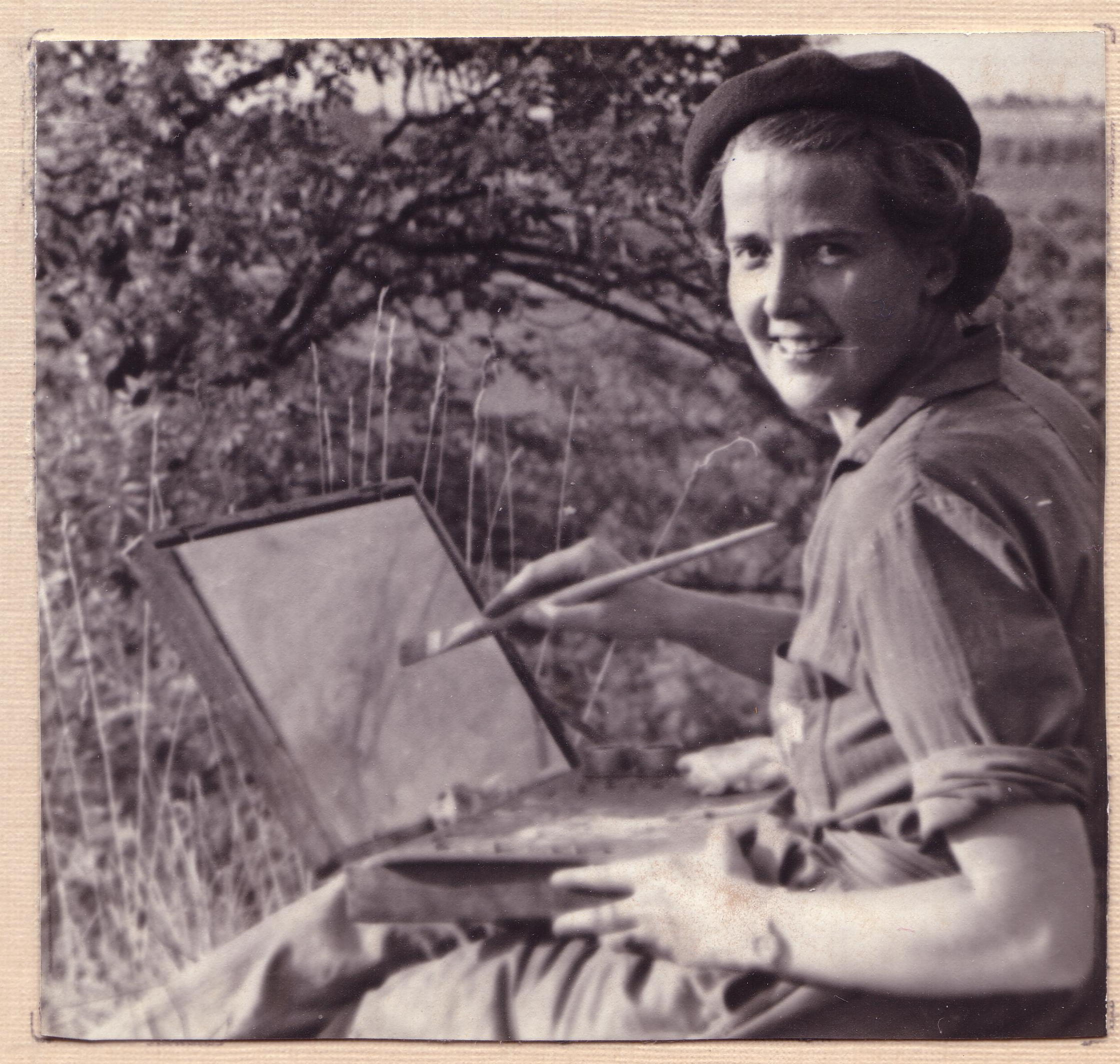
L'artiste Bianca Wallin avec sa boîte à peinture (1936).

Bianca Wallin, née le 1er octobre 1909 à Rome en Italie, et morte le 5 janvier 2006 à Stockholm en Suède, est une artiste.

## Biographie
Bianca Wallin a grandi à Stockholm en Suède. Elle était la fille de l'artiste suédois David Wallin (1876-1957) et de sa femme Elin Wallin (1884-1969), Stockholm. Son père a obtenu une bourse d'études, de sorte que la famille a vécu à Rome en Italie et à Paris en France pour un couple d'années et a déménagé à Stockholm en 1913. À partir de ce moment, Stockholm est devenue sa ville natale. Son frère était l'artiste Sigurd Wallin (1916-1999) et son oncle l'artiste Carl E. Wallin (1879-1968). Son éducation a été influencée par le travail de son père en tant qu'artiste et dès son enfance, elle a appris à dessiner. En tant que fille de cette famille d'artistes, Bianca Wallin a également montré très tôt ses propres talents artistiques, et elle a su très tôt qu'elle voulait devenir artiste. En 1935, Bianca Wallin épouse Gábor Kornél Tolnai (1902-1982), ingénieur hongrois diplômé de Budapest. IIls s'installèrent à Bromma, un district de l'ouest de Stockholm, et eurent trois filles, Eva (née en 1939), Monika (née en 1942) et Hillevi (née en 1944).

## Etudes
Après l'examen de fin d'études secondaires en 1929 à Nya Elementarskolan pour les filles - Ahlströmska skolan à Kommendörsgatan 31 à Stockholm , elle a voulu devenir un artiste. Bianca Wallin a commencé à étudier pendant un an, en 1929-1930, à Edward Berggren et Gottfrid Larsson, Artiste de l'École de Stockholm, pour apprendre la peinture et le dessin de figurines. L'école d'artistes était située au Kungsgatan 28 à Stockholm. En tant que professeur à l'école Edward Berggren (sv) a enseigné la peinture, Gottfrid Larsson la sculpture et Akke Kumlien la science des matériaux.
Après une année à l'école préparatoire des beaux-arts, elle a étudié pendant cinq ans, 1930-1935, à l'Académie Royale suédoise des Beaux-Arts de Stockholm, en Suède, où elle a reçu une véritable formation artistique. Parmi les professeurs de l'Académie des Beaux-Arts figuraient des artistes célèbres comme Isaac Grünewald et Wilhelm Smith dans le dessin de figure et Albert Engström dans le dessin. Pendant les années 1932-1934, son professeur à l'école de gravure a été Emil Johansson-Thor (sv), un peintre et artiste graphique.

## Peintures à l'huile

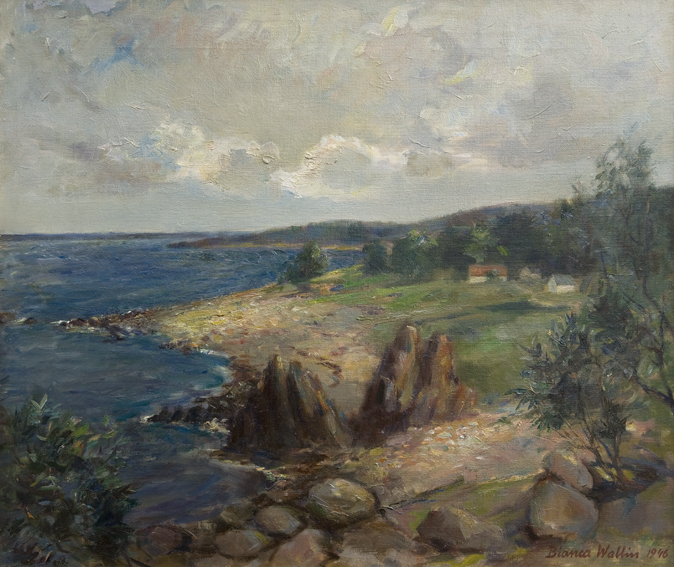
Paysage côtier avec des rochers à Arild, Scania en Suède (1946).

« Les voyages font partie de la vie », dit-elle. Bianca Wallin aimait voyager, parce que cela lui donnait de l'inspiration, du changement et une nouvelle capacité à créer. Pour trouver des motifs à peindre, elle a beaucoup voyagé dans le nord et le sud de la Suède, en Scandinavie et dans d'autres pays d'Europe. Elle peint des motifs d'Allemagne, de Hongrie, de France, des Pays-Bas, du Danemark et de Norvège. En tant qu'artiste, Bianca Wallin peignait principalement à l'huile, mais elle était aussi dessinatrice de tiroirs et graphiste. Elle est devenue très habile pour exprimer ce qu'elle voyait. Ses peintures à l'huile étaient très réalistes. Ses œuvres comprenaient des paysages, des compositions figuratives, des natures mortes, des fleurs et des portraits. Elle a peint des sujets de la côte de Scania ("Skåne") dans le sud de la Suède, les Alpes suédoises dans le nord de la Suède et l'archipel.

## Expositions et portraits

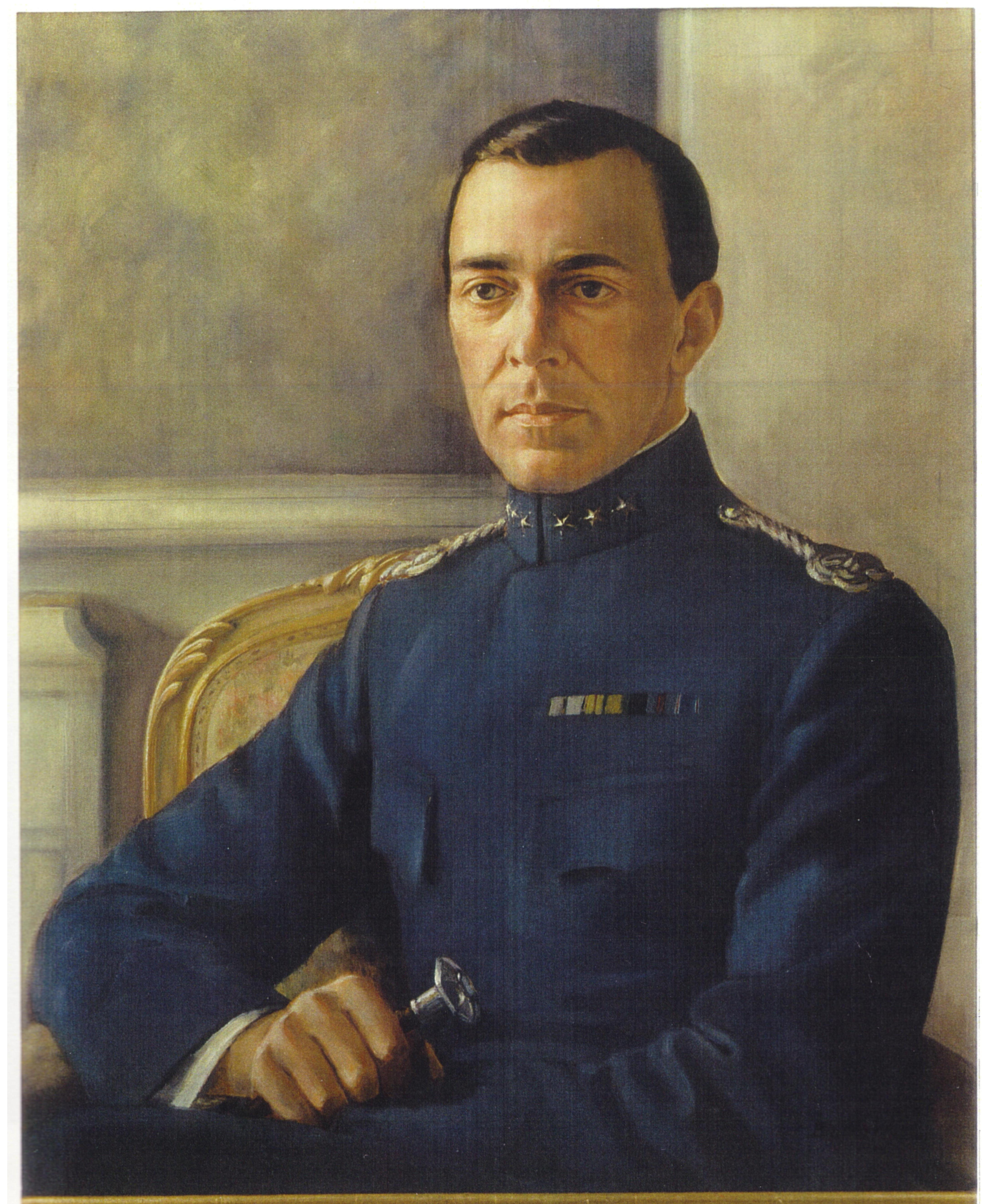
Prince héréditaire Gustaf Adolf de Suède (1906-1947), peinture à l'huile de l'artiste suédoise Bianca Wallin (1939).

Elle a également organisé de nombreuses expositions de ses propres peintures, notamment à Stockholm. Après cela, elle a acquis une bonne réputation et ses talents dans la peinture à l'huile lui ont fait un nom pour elle-même, et elle a eu une carrière réussie. Un certain nombre de personnes aisées de Stockholm et d'autres villes lui avaient commandé des portraits. Son talent de portraitiste est aussi à l'origine de sa commande pour peindre un portrait du prince suédois prince suédois Gustaf Adolf en 1939. Après quelques articles dans les journaux, elle reçoit le surnom de The Prince's Painter. Le portrait à l'huile et le dessin au fusain de ce portrait font partie des collections du roi suédois Carl XVI Gustaf. D'autres portraits de personnes aisées se trouvent maintenant dans différents bâtiments officiels en Suède.
Bianca Wallin a peint du début des années 1930 à la fin des années 1990. Même à la fin des années 1990, elle était productive et une artiste active. Elle aimait peindre et elle avait une joie de créateur dans la peinture. Elle avait un grand intérêt pour les antiquités et elle aimait visiter les ventes aux enchères. « Je ne serai jamais une personne âgée », a-t-elle dit, parce qu'elle peignait pour sa qualité de vie.

## Représentation
Bianca Wallin est, entre autres, représentée dans la collection des présidents du conseil municipal de Norrköping (portrait représentant le conseiller municipal Nils Sjöström, 1935), La Collection de portraits de la Sparbanken à Enköping (portrait représentant le directeur général de Claes Brunnberg, 1935), Directeur Hugo Hammar’s Art Collection, Göteborg (Hugo Hammar  était un homme d'affaires suédois à Göteborg) et Sa Majesté le Roi Carl XVI Gustaf de la Collection d'œuvres d'Art.

## Sources
- Svenskt konstnärslexikon, volume 5, page 584, Allhems Förlag AB, Malmö, 1967.
- Svenska Konstnärer, Biografisk handbok, 1993.
- Bianca Wallin dans l'art dictionnaire Konstnärslexikonett Amanda (suédois).
- Wallinska släktarkivet, accessionsnummer ACC2008_024. Wallinska släktarkivet, Kungl. Biblioteket, Humlegården, Stockholm, ACC2008_024, Ediffah.